# Daphnetoxin
Das Daphnetoxin ist ein pflanzliches Toxin. Chemisch gesehen ist es der Benzoesäure-Orthoester eines Diterpenoids.

## Vorkommen

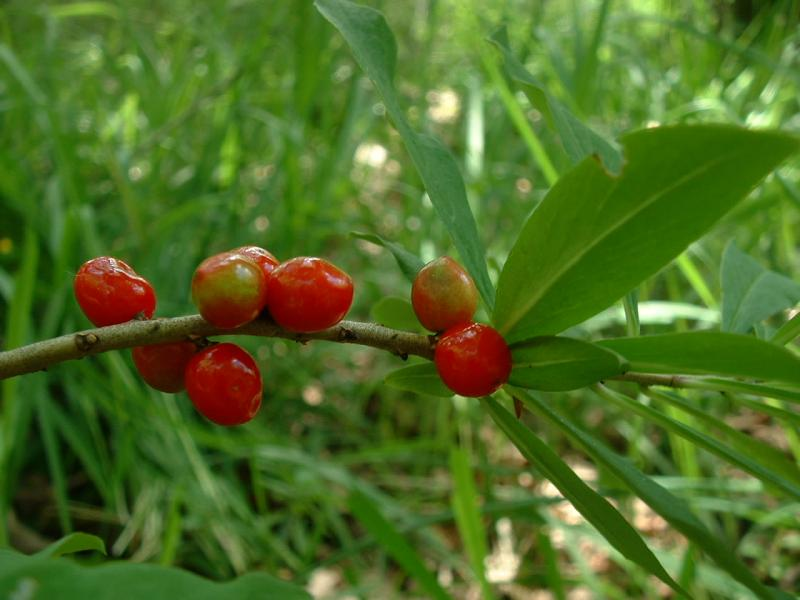
Frucht des Echten Seidelbastes (Daphne mezereum)

Daphnetoxin kommt hauptsächlich in der Rinde, in geringerer Menge auch in den Samen von verschiedenen Seidelbast-Arten vor. Aus der wissenschaftlichen Bezeichnung der Gattung Daphne wurde der Name der Verbindung abgeleitet. Der Samen des Echten Seidelbastes (Daphne mezereum) enthält z. B. 0,02 % Daphnetoxin.

## Biologische Bedeutung
Aufgrund des Gehalts an Daphnetoxin und der chemisch verwandten Verbindung Mezerein (aus Daphne mezereum) sind Samen und Rinde, aber auch andere Pflanzenteile des Seidelbasts stark giftig. Eine Giftaufnahme ist beim Menschen auch durch Resorption über die Haut möglich. Neben starken Entzündungen an der Kontaktstelle kommt es zu schweren Schäden der Niere, des Kreislaufs und des Zentralnervensystems.
Einige Vögel wie Drosseln und Bachstelzen scheinen gegen das Gift immun zu sein.

Struktur der verwandten Verbindung Mezerein